# Prōtostratōr
Il Prōtostratōr (in greco πρωτοστράτωρ?) era un titolo della corte bizantina. La sua vicinanza alla persona dell'imperatore portò ad un ruolo altamente visibile nelle cerimonie imperiali e servì da trampolino di lancio per molti individui capaci, come Manuele Armeno o futuri imperatori come Michele II l'Amoriano e Basilio I il Macedone, per raggiungere le più alte cariche. Dalla metà dell'XI secolo, il ruolo aumentò in importanza, diventando più una dignità onorifica per i membri anziani della corte che un ufficio vero e proprio. Dal XIII secolo in poi, il posto poteva essere tenuto da più persone ed era classificato ottavo nella gerarchia complessiva della corte. Nel corso della sua storia è stato un titolo spesso assegnato a comandanti militari di alto livello. La forma femminile del titolo, data alle mogli dei prōtostrator, era prōtostratorissa (πρωτοστρατόρισσα).

## Storia ed evoluzione
Il titolo significa "primo stratōr", che riflette la natura iniziale dell'ufficio come capo dell'ordine imperiale (taxi) degli stratores (στράτορες, "stallieri"), che costituivano una schola stratorum, come attestato per il personale del prefetto del pretorio  d'Africa nel VI secolo. Un domestikos tōn stratorōn appare sotto Giustiniano II  e un prōtostratōr del thema di Opsikion, do nome Rouphos, nel 712. Il primo titolare del ruolo ad essere menzionato come un personaggio relativamente importante, tuttavia, fu lo spatharios Costantino, figlio de patrikios Bardanes, citato nella parte inferiore di un elenco delle vittime della persecuzione iconoclasta sotto Costantino V nel 765. Lo spatharios Costantino è anche il primo titolare noto dell'"imperial prōtostratōr" (βασιλικός πρωτοστράτωρ, basilikos prōtostratōr).

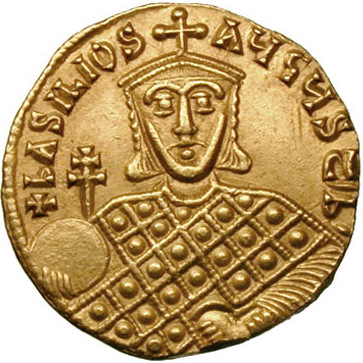
Basilio I il Macedone, fondatore della dinastia dei Macedoni, tenne il posto di prōtostratōr durante l'ascesa al trono.

Durante il periodo intermedio bizantino (fino al tardo XI secolo), questo grado della gerarchia non era particolarmente elevato, ma la vicinanza all'imperatore facilitava una rapida ascesa al suo titolare, come appare dalla carriera di Manuele Armeno o dei futuri imperatori Michele II e Basilio I il Macedone. Nel Klētorologion del 899 viene indicato come una "speciale dignità" (axiai eidikai) e si situava al 48º posto, tra i 60 titolo ufficiali di palazzo. I titolari della posizione potevano aspirare ad alcuni dei più elevati ranghi, come ad esempio anthypatos patrikios o protospatario. L'imperiale prōtostratōr aveva un posto preminente nelle cerimonie di corte, cavalcando accanto all'imperatore bizantino nelle processioni (insieme con il suo superiore, il comes stabuli) o durante la caccia. Durante le campagne, lui e il comes stabuli si trovavano vicini alla tenda imperiale, insieme a tre stratores con i cavalli da tiro. Nelle trionfali processioni dal Gran Palazzo di Costantinopoli, sul foro di Costantino, portava lo stendardo dell'imperatore (flammoulon), che precedeva l'imperatore dalla sala del consistorium fino al foro e metteva la lancia imperiale sul collo dei leader arabi agli arresti. In determinate occasioni, aveva anche il compito di introdurre gli inviati stranieri ad un'udienza pubblica imperiale.
Nel IX-XI secolo, tra i suoi subordinati c'erano [basilikoi] stratores ("stallieri imperiali"), gli armophylakes (ὰρμοφύλακες, "portatori delle armi" o probabilmente "del carro" e armatophylakes, secondo Nicolaos Oikonomides), e tre stablokomētes (σταβλοκόμητες, "comes stabuli"), uno "uno della città" (σταβλοκόμης τῆς πόλεως, stablokomēs tēs poleōs, ad esempio di Costantinopoli) e due altri, probabilmente quello di Malagina.
Dalla metà del XI secolo, comunque, la posizione sembra avesse assunto maggior importanza, ed era diventata un titolo onorifico di corte assegnata a distinti membri della corte imperiale. Così nel 1042, Romanos Skleros, fratello dell'amante favorita dell'imperatore Costantino IX Monomaco, venne elevato al rango di magistros, di prōtostratōr e di doux di Antiochia. Durante il periodo dei Comneni la posizione aumentò ulteriormente nella gerarchia corte, in modo che lo storico Niceforo Briennio fu in grado di osservare che "questo ufficio è sempre stato considerato importante dagli imperatori ed è stato conferito ai più alti personaggi", mentre lo storico del XII secolo Giovanni Zonara, influenzato dall'uso corrente, scrisse, riferendosi al suo conferimento a Basilio il Macedone, che "questa dignità fu data a persone illustri ed a parenti degli imperatori". Tra i titolari del periodo dei Comneni ci furono i comandanti militari illustri Michele Ducas, cognato di Alessio I Comneno e Alessio Axuch, che aveva sposato la nipote di Manuele I Comneno.
Scrivendo intorno al 1200, Niceta Coniata equiparò l'ufficio all'occidentale maresciallo, e sembra sia stato utilizzato in maniera intercambiabile con quest'ultimo nell'Impero Latino e negli Stati Latini creati dopo la quarta crociata. L'ufficio continuò ad esistere durante il periodo dei Paleologi fino alla caduta di Costantinopoli nel 1453 quando in carica era il condottiero Genovese Giovanni Giustiniani Longo. Rimase una delle più alte dignità dello Stato, ricoprendo l'ottavo livello nella gerarchia, anche se nel tardo XIII secolo più persone contemporaneamente potevano avere questo titolo.
Nel XIV secolo, il De officialibus palatii C.politani et de officiis magnae ecclesiae di Pseudo-Codino, il prōtostratōr era il quinto titolo più elevato tra i non imperiali (ottavo in assoluto), dopo il megas doux e prima del megas logothetes. Le sue insegne erano simili a quelli del Megas Doux, vale a dire un ricco tunica di seta (kabbadion) tunica, un cappello in oro e rosso (skiadion) decorato con ricami in stile klapoton, senza il velo, o di un cappello a cupola (skaranikon), ancora una volta in rosso e oro e decorato con fili d'oro, con un ritratto dell'imperatore in piedi sul davanti e sul trono nella parte posteriore. Solo i suoi sottoposti (dikanikion) differivano, con solo il più in alto dei nodi in oro, e il resto in argento. I nodi del personale erano in oro, bordato con una treccia d'argento. Secondo Pseudo-Cordino, i prōtostratōr avevano alcune funzioni, per la maggior parte cerimoniali, che richiamavano l'iniziale comes stabuli: "portava la spada dell'imperatore, guidava il cavallo dell'imperatore quando lasciava il palazzo, anche se la responsabilità effettiva dei cavalli dell'imperatore ora era appannaggio del komēs tōn basilikōn hippōn ("conte dei cavalli imperiali")". In guerra, il prōtostratōr era responsabile degli irregolari ("quelli che non avevano un loro ordine o una loro bandiera") e delle avanguardie dell'esercito.
Il titolo è attestato anche in epoca medievale nel regno di Georgia, dove era detenuto dal duca (eristavi) di Svanezia, Iovane Vardanisdze, sotto re Davide IV. Una variante del titolo, stratoros, venne usate anche nel regno di Cipro nel XV secolo.